# Néo Congo Mall
Le Néo Congo Mall est un centre commercial à Douala, Cameroun.

## Historique
Après le succès du lancement de l’usine de transformation de cacao Neo Industry de Emmanuel Néossi, l'administration camerounaise offre à ce membre du parti au pouvoir RDPC, le marché de la réhabilitation/reconstruction de "marché Congo". 
Ce projet immobilier nait, en septembre 2019, d’une joint-venture entre Emmanuel Neossi, et la société française d’ingénierie d’affaires CIOA. Cet permet la création de Neo Real Estate, contrôlée à 49 % par CIOA et à 51 % par Neo Industry.
Ce partenariat avec CIOA, permet à Emmanuel Neossi de délivrer le projet Neo Congo Mall que n’a pas pu réaliser la Southwest International Construction Corporation (SICC), une coentreprise entre investisseurs américains et Soppo Ngalé. Le contrat BOT (Built Operate Tranfer) de SICC pour la construction d’un centre commercial (1400 boutiques) à 7 milliards FCFA, sur le site du marché Congo à Douala, a été résilié par la Communauté urbaine de Douala, après l’incendie de février 2019.
La ville de Douala avait alors évoqué « la défaillance » de son partenaire, qui avait lancé le chantier en 2013, pour une livraison en 2018. Les difficultés financières de SICC ont eu raison de ce premier projet.
Il ouvre au public à Douala en 2021,.

### Financement
Pour un budget de 28 milliards de FCFA, il commence la construction sur 24 mois de ce Mall.
La phase l du projet est lancée en août 2019 par la construction du Bloc A, après la phase préparatoire démarrée en mai 2019.
Les investisseurs sont : CIOA ( à 49 %) et Néo Real Estate (Néossi, Afriland First Bank, et Commercial Bank) à (51 %),.

## Caractéristiques
Le maître d'œuvre est Raymond Moukam, Directeur Général de Cambuild BTP. Serge Noutcha étant le chef de projet.
Il compte un sous-sol, une station de traitement d’eau, des espaces verts et des arbres en sur le site.
Le Neo Congo Mall, nouveau marché Congo sous forme de centre commercial, fait 2 bâtiments sur 5200 m2, blocs A et B. Il prévoit 3350 boutiques réparties sur deux blocs, A et B, bâti sur 51 000 m². 
Le Bloc A (1 200 boutiques) sur deux étages et le bloc B (2 150 boutiques) composé d’un sous-sol, d’un rez-de-chaussée et deux étages.
L'établissement dispose d’un système de sécurité incendie, des restaurants,  des boulangeries, des microfinances et des banques, 300 places de parkings en sous-sol, des magasins de stockage, bureaux, un supermarché, des équipements de services (5 ascenseurs, 3 monte-charges, 1 car wash etc…).

### Emplois
350 emplois directs sont prévus pour le Property management, 7000 pour l’activité commerçante et environ 20.000 emplois indirects.